# 宽轨 (纳粹德国)
宽轨（德語：Breitspurbahn，德語發音：[ˈbʁaɪtʃpuːɐ̯baːn]）是在纳粹德国时期由阿道夫·希特勒提出的轨距为3000毫米的铁轨概念，以使“大德意志”城市间可以在3米宽的轨道上运行雙層列車。

## 历史

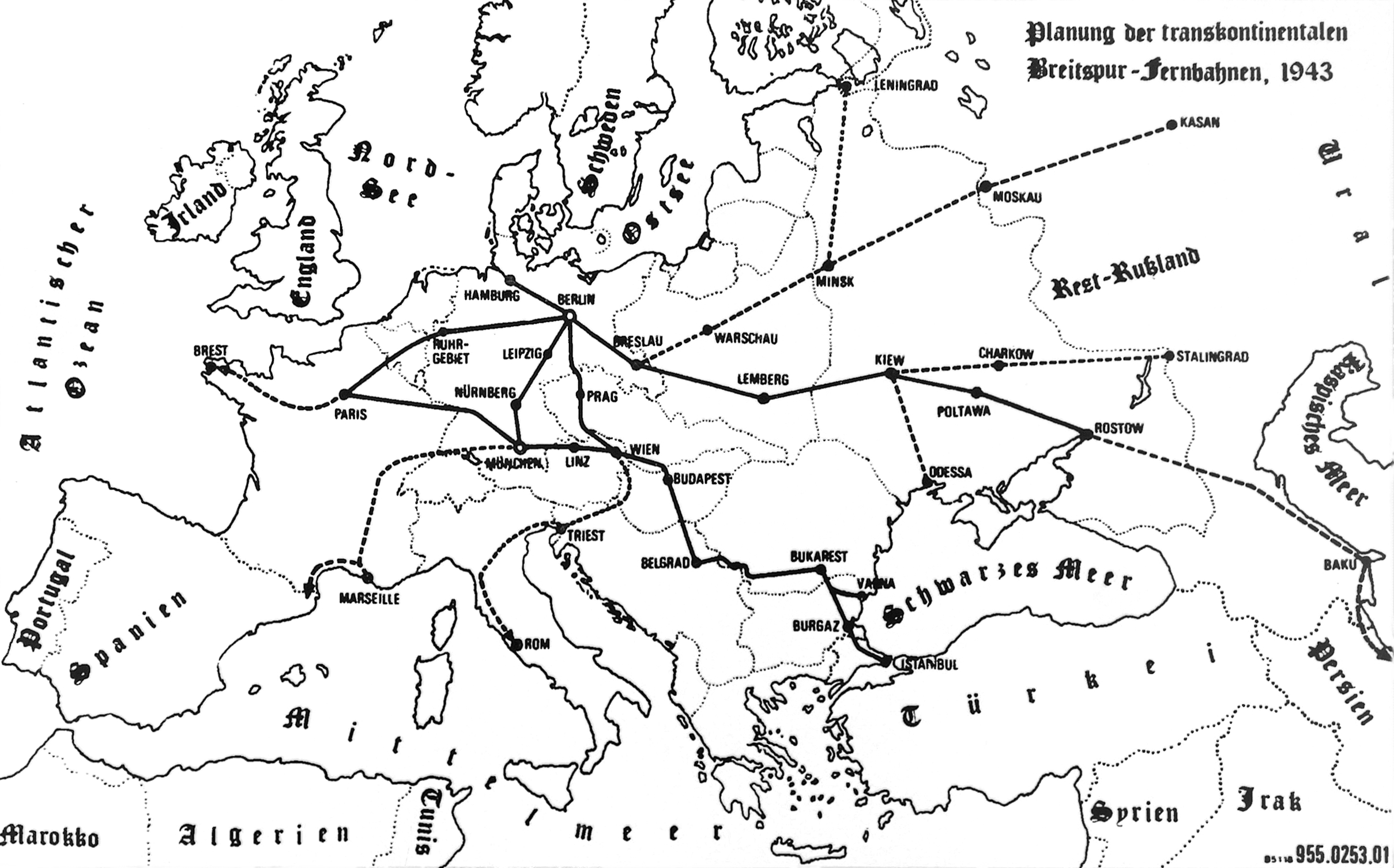
1943年的规划图

由于需要支付第一次世界大战的赔款，德国国家铁路公司德意志国铁路缺少建设和维护铁路网和列车的资金。
纳粹党掌权后，希特勒就已经为战争计划并秘密做好了开始的准备。由于纳粹党的刺激导致的商业和民用交通量的增加，使得德国国铁面临严重的运量问题。因此，作为军事建设项目的一部分，希特勒和纳粹党决定对铁路网进行现代化以增强运输能力。希特勒认为标准铁轨已经过时了且限制了铁路的发展。新铁路的巨大规格也是作为希特勒世界之都日耳曼尼亚（德語：Welthauptstadt Germania）计划的一部分。同时，随着希特勒以哈尔福德·麦金德的心脏地带理论开始建设未来的德意志帝国，新的德国铁路也被计划成可以通过渡轮到达海上的英国岛屿。
希特勒热衷于弗里茨·托德提出的超级宽轨“帝国轨距铁路”（英語：Reichsspurbahn），并将此作为他的子项目之一，无视了预见到改变轨距的困难以及不认为此举能增加运输能力的铁路专家的建议，并下令建造链接汉堡、柏林、纽伦堡、慕尼黑和林茨的宽轨铁路。
参与该项目的有克虏伯、亨舍尔、博尔西施、克劳斯-马菲、布朗-博韦利等公司，但是最终止步于线路勘察和初步调查。在第二次世界大战结束时，仍有100名官员和80名工程师继续为项目工作。

## 轨道

与标准轨距和俄罗斯轨距的比较图。

宽轨轨距最初设计为4米，但后来发展为3000毫米，这几乎是标准轨距的两倍、米轨的三倍。路基采用无砟轨道，这个概念直到30年后才由旧金山轻轨系统首次实现，40年后才被首度用在德国高铁建设上。这种路基包含两块预先完成平行的水泥板，把它埋入土中，然后在两板顶部铺上平坦的横向板，在上面铺设铁轨，铁轨与水泥板间通过弹性材料连接。由于其没有传统的枕木，这种轨道也成为了易于维护和军事用途最理想的铁路。

## 车辆

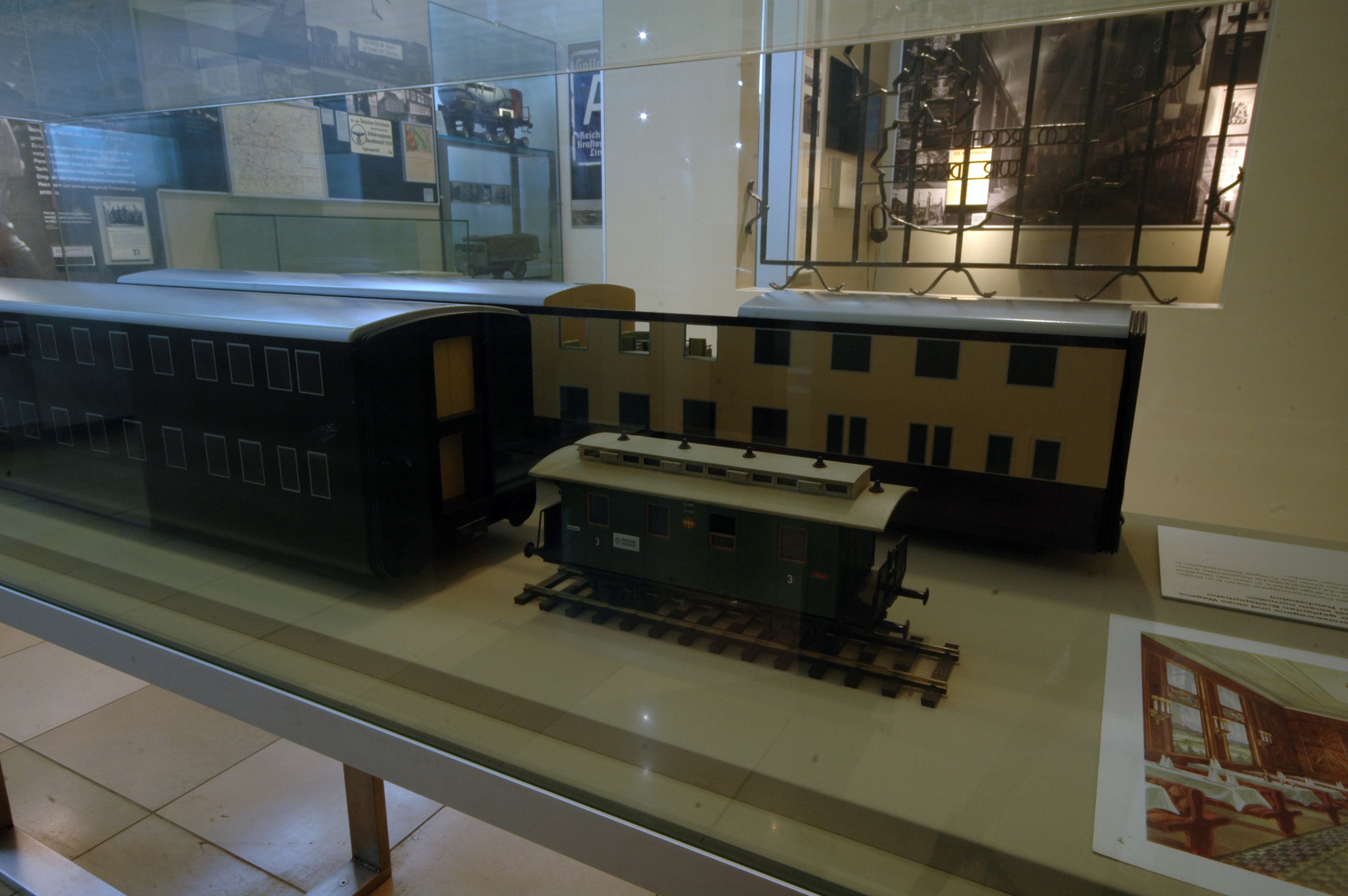
纽伦堡交通博物馆展出的双层车厢。

计划中将由高性能机车牵引长42米、宽6米、高7米的八轴双层车厢。列车将配备餐厅、电影院、游泳池、理发店和桑拿店。整辆列车长500米，可以200千米/时的速度运输2,000到4,000乘客。有许多种机车的设计，从蒸汽机车到内燃机车，功率在24,000—40,000匹公制馬力（18—29瓦特）不等，长度从28.2米（12轴，机车轴式3'Fo3'）直至128米（52轴，机车轴式2'Fo'Fo'2'+5T5+5T5+2'Fo'Fo'2'）不等。

## 计划线路
早期计划中把印度和海参崴作为铁路的终点，但到了1943年计划转而专注于欧洲城市。乌克兰和伏尔加盆地被视为最重要的目标，这里将成为未来德意志帝国的粮仓，这个超级铁路网以“世界之都日耳曼尼亚”为中心，以放射状连接汉堡、巴黎、马德里、罗马、布达佩斯、伊斯坦布尔、基辅、莫斯科等欧洲主要城市。
- 东-西铁路：巴黎 - 圣康坦 - 列日 - 亚琛 - 比勒菲尔德 - 汉诺威 - 世界首都日耳曼尼亚（柏林）- 科特布斯 - 布雷斯劳 - 卡托维茨 - 克拉科夫 - 利沃夫 - 基辅 - 波尔塔瓦 - 尤索夫卡（顿涅茨克）- 罗斯托夫。
  - 将来预计东段从罗斯托夫延长至巴库，并通往伊朗和印度，西端从巴黎延伸至布列斯特，此外还将从布雷斯劳铺设通往华沙、柯尼斯堡、里加、明斯克、莫斯科、喀山和列宁格勒的支线，从基辅铺设通往敖德萨、哈尔科夫、察里津（斯大林格勒）的支线。
- 北-东南铁路：汉堡 - 维滕贝格 - 世界首都日耳曼尼亚 - 莱比锡 - 哥达 - 班贝格 - 纽伦堡 - 慕尼黑 - 西姆巴赫 - 林茨 - 维也纳 - 普雷斯堡（布拉迪斯拉发）- 布达佩斯 - 贝尔格莱德 - 布加勒斯特 - 瓦尔纳 - 伊斯坦布尔
  - 北端将延伸至阿姆斯特丹、哥本哈根和斯德哥尔摩，南端延伸至叙利亚和埃及。
- 北-南铁路：世界首都日耳曼尼亚 - 德累斯顿 - 奥西施 - 布拉格 - 伊格劳（伊赫拉瓦）- 兹奈姆 - 维也纳 - 的里雅斯特 - 威尼斯 - 博洛尼亚 - 佛罗伦萨 - 罗马。
  - 将来延伸至塔兰托、墨西拿。另一条南北线路从阿尔萨斯的米卢斯（Mulhausen）经第戎、里昂、马赛、巴塞罗那至马德里，并延伸至里斯本和直布罗陀。
- 东-西2号铁路：慕尼黑 - 奥格斯堡 - 斯图加特 - 卡尔斯鲁厄 - 斯特拉斯堡 - 默兹 - 兰斯 - 巴黎
  - 东端将来延伸至莫斯科。